# پانمارش
پانمارش (به فرانسوی: Penmarch) یک کمون در فرانسه است که در Canton of Guilvinec واقع شده‌است.

## خصوصیات
پانمارش ۱۶٫۳۹ کیلومترمربع مساحت و ۵٬۶۳۳ نفر جمعیت دارد.